# Wołek zbożowy
Wołek zbożowy (Sitophilus granarius, Sitophila granaria, Calandra granaria) – owad z rzędu chrząszczy, rodziny ryjkowcowatych. Jest to jeden z najgroźniejszych szkodników występujących w magazynach. Wołek zbożowy to gatunek synantropijny, żerujący na ziarnach zbóż. Może powodować znaczne uszkodzenia przechowywanego ziarna i drastycznie obniżyć plony. Jest to gatunek, który nie występuje w naturze. Można go zaobserwować jedynie w magazynach. Przez brak możliwości lotu jego rozprzestrzenianie jest uzależnione od ludzi. Przemieszcza się wraz z transportem zbóż.

## Morfologia
Owad osiąga od 2 do 5 mm długości w zależności od temperatury oraz wilgotności względnej powietrza panującej w przechowalni. Dodatkowo na wielkość owada wpływa wielkość ziarna, w którym rozwija się larwa – w ziarnach prosa lub sorga zbożowego są one mniejsze, a w kukurydzy większe. Ciało chrząszcza jest wydłużone, walcowate, ciemnobrązowej barwy. Pokrywy są punktowane. Chitynowy pancerz oraz zrośnięte pokrywy nadają owadowi wytrzymałości na zgniatanie. Wołek zbożowy jest pozbawiony skrzydeł błoniastych, a tym samym jest pozbawiony umiejętności lotu. Głowa wyciągnięta jest w długi ryjek, zakończona dobrze rozwiniętym aparatem gębowym. Z przodu umiejscowiona para czułek. Czułki wołka zbożowego są średniej długości, zagięte kolankowo. Człony czułków rozszerzają się ku końcowi. Na przedpleczu chrząszcz posiada liczne, podłużne, eliptyczne wgłębienia, wewnątrz których znajdują się pojedyncze, krótkie szczecinki. Wołek zbożowy posiada trzy pary krótkich i mocnych odnóży zakończonych kolcem, które pozwalają mu na szybkie przemieszczanie się. Zakończenie odwłoka samców jest nieco podwinięte w dół. Samice są większe i masywniejsze od samców oraz mają bardziej wydłużony ryjek.

## Biologia
W zależności od warunków w przechowalniach wołek zbożowy może żyć od kilku miesięcy do roku. Optymalna temperatura dla ryjkowca to 26 °C oraz wilgotność 85–90%. Samica zaczyna składanie jaj w maju; może to być od 150 do 200 jaj do środka nasion (po jednym jaju do każdego z nasion, wyjątkowo w ziarnie kukurydzy kilka jaj) zbóż, na których żerują. Rozpoczyna od wygryzienia kanalików w ziarnie, a następnie umieszcza w nim jaja. Czas od jaja do osiągnięcia formy dorosłej przebiega w ukryciu wewnątrz ziarna. Po 8–10 dniach z jaja wykluwa się larwa. W temperaturze 25 °C i wysokiej wilgotności względnej cykl rozwojowy jednego pokolenia trwa 40 dni, w ciągu roku mogą występować dwa lub trzy pokolenia. Postać dorosła żeruje przez kilka pierwszych dni w ziarnie. Młode chrząszcze po wyjściu z ziarna początkowo mają barwę czerwono-brązową, dopiero z czasem przybierają charakterystyczne zabarwienie.

## Zachowanie owada
Dorosłe ryjkowce, gdy wyczują zagrożenie, przyciągają swoje odnóża blisko ciała i udają śmierć.
Samice potrafią stwierdzić, czy w ziarnie jest złożone jajo przez innego ryjkowca. Samice wówczas unikają składania jaja w tym ziarnie. Osobnik płci żeńskiej robi dziurę w ziarnie, następnie składa jajo i zamyka dziurę galaretowatą wydzieliną. Dzięki temu inne samice wiedzą, że w zbożu jest jajo. W taki sposób młode osobniki przetrwają i wydadzą kolejne pokolenie.
Jedna para wołków może rocznie wydać do 6 tys. potomstwa.

## Szkodliwość
Chrząszcz uszkadza ziarno wygryzając otwory w ziarnach zbóż takich jak pszenica, jęczmień, żyto, owies, a także pszenżyto. kukurydza, ryż, proso, co może prowadzić do skażeń grzybowych lub bakteryjnych. Wołek zbożowy może również żerować w mące lub kaszach, a nawet w suszu owocowym. Uszkodzone przez wołka ziarna traci ok. 15% masy i nie nadaje się do celów spożywczych. W ziarnach zbóż uszkodzonych przez wołka składają swoje jaja inne szkodniki magazynowe. Larwy owada żerują wyłącznie wewnątrz ziarna, również w grubych kaszach i tam przepoczwarczają się. Silnie zaatakowane zapasy ziarna ulegają całkowitemu zepsuciu, co prowadzi do ogromnych strat. W naszym klimacie straty mogą sięgać od 5 do 10%.

## Zapobieganie
Odpowiednie warunki sanitarne oraz inspekcja to klucz do zapobiegania inwazji wołka zbożowego. Ziarna należy przechowywać w odpowiednich, najlepiej metalowych pojemnikach ze szczelnymi pokrywani. Ziarna zbóż najlepiej przechowywać w odpowiedniej, najlepiej niskiej temperaturze oraz w małych ilościach. Jeśli jest podejrzenie wołka zbożowego w zbiorze, powinno się dokładnie zbadać ziarna pod kątem obecności dorosłych osobników lub dziur w ziarnach.

## Zwalczanie
Zaleca się przeprowadzenie profesjonalnej dezynsekcji opróżnionych pomieszczeń, impregnowanie ziarna siewnego oraz obniżanie temperatury w okresie przechowywania. Gdy chrząszcz zostanie zidentyfikowany w trakcie przechowywania zbóż, jedynym skutecznym rozwiązaniem jest zutylizować zbiór.